# Jagodzian rambutan
Jagodzian rambutan, rambutan (Nephelium lappaceum L.) – gatunek rośliny z rodziny mydleńcowatych. Występuje głównie w Malezji, Chinach i Indonezji, ale też w innych krajach tropikalnej części Azji. Nazwa rambutan pochodzi od malajskiego słowa „rambutan”, który oznacza „owłosiony”.  W Wietnamie, jagodzian rambutan nazywany jest „chôm chôm”, co w tłumaczeniu oznacza „niechlujne włosy”, ze względu na kolce, znajdujące się na skórce owocu.

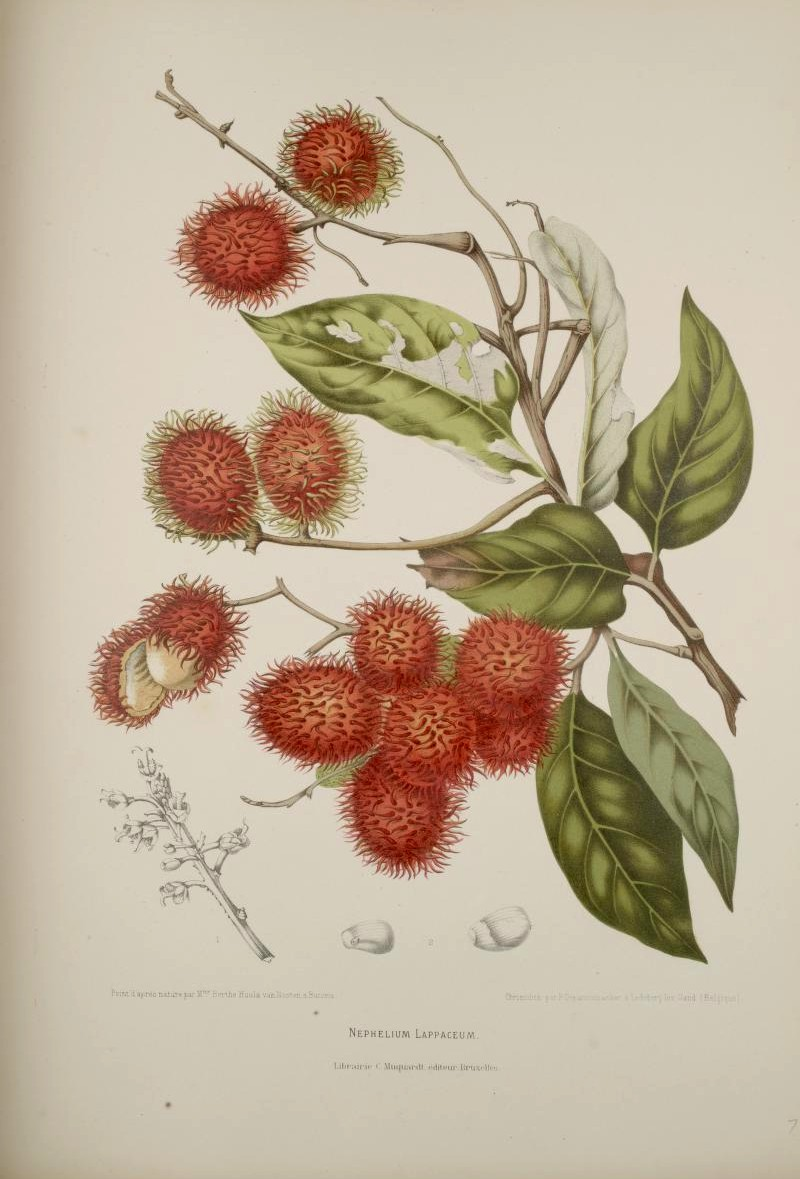
Morfologia

## Morfologia
PokrójDrzewo wiecznie zielone, osiągające do 30 m wysokości, ma prosty pień do 60 cm szerokości o rdzawym kolorze. Korona jest zazwyczaj niska, gęsta rozrastająca się, natomiast gałęzie są o kolorze szarawo-brązowym.
LiściePierzaste, zimnozielone, o długości od 15 do 40 cm, złożone z 3 do 8 listków o kształcie lancetowatym lub owalnym. Blaszka liściowa jest cienka, nieco skórzasta, naga, o 7-9 bocznych żyłkach. Po wyschnięciu liście zmieniają barwę na brązowo-czerwoną. Nasada listków w kształcie klina, wierzchołek tępy albo trochę zaokrąglony, czasami niemal ostry.
KwiatyZebrane w kwiatostany najczęściej rozgałęzione, prawie o takiej samej długości jak liście; pokryte kutnerem o żelazistej barwie. Poszczególne kwiaty małe, niepozorne, najczęściej zielonkawe. Szypułki kwiatowe krótkie. Kielich skórzasty o wielkości około 2 mm; działki kielicha jajowate, charakteryzujące się brakiem płatków korony. Pręciki o długości około 3 mm. Występują kwiaty: męskie, żeńskie i obupłciowe.
OwoceNajczęściej o jajowatym kształcie i średnicy do 5 cm. Mają cienką, skórzastą skórkę, pokrytą brodawkami, z których wyrastają miękkie różowe lub żółte włoski. Owoce są jadalne – mogą być w smaku kwaśne lub słodkie. Miąższ soczysty i barwy perłowobiałej otacza duże, ciemnobrązowe jądro, które nie nadaje się do spożycia.
Gatunki podobneRambutan zarówno w wyglądzie, jak w smaku jest bardzo podobny do liczi. Pokrewnym orzechem jest longan (Euphoria longana). Ma on średnicę 3 cm, skorupkę brązową, a miąższ o barwie od pomarańczowożółtej do czerwonej.

## Biologia i ekologia
Rambutan rośnie na wysokościach od poziomu morza do 500–600 m n.p.m., w wilgotnych regionach tropikalnych o regularnych opadach deszczu. Drzewo rozwija się najlepiej w piaszczystej glinie bogatej w materię organiczną lub głębokim torfie, ponieważ potrzebuje odpowiedniego drenażu. W nasionach istnieją śladowe ilości alkaloidów. Z reguły są gorzkie i uważane za narkotyczne. Skórka owocu zawiera toksyczne substancje saponinę i taninę. 

## Zmienność
Występuje w trzech odmianach:
- Nephelium lappaceum var. lappaceum  (syn: Euphoria glabra Blume, Euphoria nephelium Poir, Nephelium glabrum (Blume) Cambess.)
- Nephelium lappaceum var. pallens
- Nephelium lappaceum var. xanthioides (syn. Nephelium xanthioides Radlk)

## Zastosowanie
Niedojrzałe owoce rambutanu są stosowane w celu złagodzenia biegunki i czerwonki. Okłady z liści lub korzeni rambutanu na skroniach pomagają w złagodzeniu bólów głowy i gorączki. Wywar z kory jest stosowany do produkcji środków na pleśniawki. 
Owoce rambutanu są najczęściej spożywane od razu po oderwaniu skórki, która łatwo od niego odchodzi. Obrane owoce są czasami duszone jako deser. W Malezji zwyczajem jest gotowanie obranych owoców, aby oddzielić miąższ od nasion. Po ochłodzeniu skórkę odrzuca się, a nasiona ogrzewa się we wrzątku, aż zmiękną. Najczęściej łączy się je z dużą ilością mięsa i cukru, a następnie zamyka w słoikach. Nasiona rambutanu są wysoko cenione dzięki tłuszczom i olejom (zawierają głównie kwas oleinowy i kwas arachidowy), które wykorzystywane są do produkcji mydła. Mogą być również palone i spożywane.
Badania przeprowadzone w University of Malaya wykazały silne działanie antyoksydacyjne ekstraktu ze skórki tego gatunku. Ekstrakt ten samodzielnie albo w połączeniu z innymi substancjami czynnymi może mieć w zastosowania farmaceutyczne, kosmetologiczne i nutraceutyczne.

## Uprawa
Gatunek uprawiany jest w południowo-wschodniej Azji - prowincji Guangdong oraz na wyspie Hajnan. Najbardziej odpowiednim okresem do sadzenia nasion jest początek pory deszczowej. Młode, nowo posadzone drzewa powinny być chronione np. przez liście palmowe lub liście paproci. 
Na Malajach rambutan owocuje dwa razy do roku – w czerwcu i grudniu. Na Filipinach kwitnienie występuje od końca marca do początku maja, a owoce dojrzewają od lipca do października (i od czasu do czasu do listopada.

## Szkodniki i choroby
Owady żywiące się liśćmi Pseudococcus lilacinus i Tessaratoma longicorne, mogą wymagać stosowania środków chemicznych. Orientalna muszka owocowa (Bactrocera dorsali) zasiedla dojrzałe owoce. Niektóre gatunki ptaków i owocożernych nietoperzy spożywają wiele owoców rambutana; prawdopodobnie są głównym czynnikiem zmniejszającym plony drzewa.